# Ложок (Новосибирская область)
Ложок — посёлок в Новосибирском районе Новосибирской области России. Входит в состав Барышевского сельсовета.

## География
Площадь посёлка — 29 гектаров.

## Население
| 2002 | 2007 | 2010 |
| ---- | ---- | ---- |
| 23   | ↗51  | ↗66  |

Начиная с 2012 года в посёлке началось активное жилищное строительство, в частности, реализуются следующие проекты:
- ЖК "Горки Академпарка" - проект Технопарка новосибирского Академгородка со строительством индивидуальных жилых домов и многоквартирных жилых домов. [5]
- ЖК "ДаВинчи" - коммерческая застройка типовыми малоэтажными многоквартирными домами [6]

Были построены скважины водозабора и сеть водоснабжения, система центральной канализации, асфальтированные дороги с тротуарами и уличным освещением. В поселке есть интернет по оптоволоконному кабелю.
Население поселка, по состоянию на 2021 год, составляет около 2000 человек.

## Инфраструктура
В посёлке действует муниципальный детский сад "Лесная сказка" 
Работает частная школа с программой обучения начальных классов. Есть продуктовый магазин и остановки общественного транспорта.